# Regasjön
Regasjön är en sjö i Strömsunds kommun i Ångermanland och ingår i Ångermanälvens huvudavrinningsområde. Sjön har en area på 0,806 kvadratkilometer och ligger 226 meter över havet. Sjön avvattnas av vattendraget Regasjöån (Hössjöån).

## Delavrinningsområde
Regasjön ingår i det delavrinningsområde (707587-151191) som SMHI kallar för Utloppet av Regasjön. Medelhöjden är 261 meter över havet och ytan är 5,11 kvadratkilometer. Räknas de 9 avrinningsområdena uppströms in blir den ackumulerade arean 128,22 kvadratkilometer. Regasjöån (Hössjöån) som avvattnar avrinningsområdet har biflödesordning 4, vilket innebär att vattnet flödar genom totalt 4 vattendrag innan det når havet efter 148 kilometer. Avrinningsområdet består mestadels av skog (78 procent). Avrinningsområdet har 0,8 kvadratkilometer vattenytor vilket ger det en sjöprocent på 15,7 procent.